# Roman Sadovsky
Roman Sadovsky (Toronto, 31 maggio 1999) è un pattinatore artistico su ghiaccio canadese. Ha vinto il bronzo all'NHK Trophy nel 2019 e due medaglie al Campionato nazionale canadese, un oro nel 2020 e un argento nel 2022.

## Biografia
Sadovsky è nato a Toronto il 31 maggio 1999 ed è figlio di immigranti ucraini. Ha iniziato a pattinare a cinque anni. Poiché desiderava praticare hockey, i suoi primi pattini sono stati pattini da hockey, ma il suo allenatore lo ha indirizzato verso il pattinaggio di figura. A otto anni ha iniziato ad allenarsi con Tracy Wainman. Per alcuni anni Sadovsky ha praticato nuoto a livello agonistico.

## Palmarès

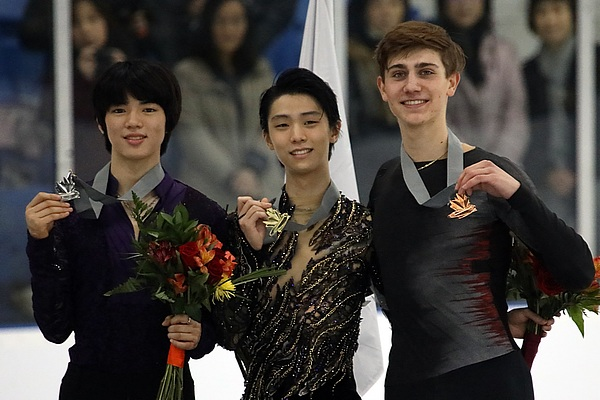
Il podio dell'Autumn Classic International 2018. Da sinistra Jun-hwan Cha, Yuzuru Hanyū e Roman Sadovsky.

| Internazionali: Senior                                                                                          | Internazionali: Senior | Internazionali: Senior | Internazionali: Senior | Internazionali: Senior | Internazionali: Senior | Internazionali: Senior | Internazionali: Senior | Internazionali: Senior | Internazionali: Senior | Internazionali: Senior | Internazionali: Senior | Internazionali: Senior | Internazionali: Senior | Internazionali: Senior | Internazionali: Senior |
| Evento | 2011–12                | 2012–13                | 2013–14                | 2014–15                | 2015–16                | 2016–17                | 2017-18                | 2018-19                | 2019-20                | 2020-21                | 2021-22                | 2022-23                | 2023-24                | 2024-25                | 2025-26                |
| --- | ---------------------- | ---------------------- | ---------------------- | ---------------------- | ---------------------- | ---------------------- | ---------------------- | ---------------------- | ---------------------- | ---------------------- | ---------------------- | ---------------------- | ---------------------- | ---------------------- | ---------------------- |
| Giochi olimpici invernali                                                                                       |                        |                        |                        |                        |                        |                        |                        |                        |                        |                        | 29°                    |                        |                        |                        |                        |
| Campionati mondiali                                                                                             |                        |                        |                        |                        |                        |                        |                        |                        |                        |                        | 12°                    |                        | 19°                    | 14°                    |                        |
| Quattro continenti                                                                                              |                        |                        |                        |                        |                        |                        |                        |                        | 16°                    |                        |                        |                        | 10°                    | 10°                    |                        |
| GP John Wilson Trophy                                                                                           |                        |                        |                        |                        |                        |                        |                        |                        |                        |                        |                        | 6°                     |                        |                        |                        |
| GP NHK Trophy                                                                                                   |                        |                        |                        |                        |                        |                        |                        |                        | 3º                     |                        |                        |                        |                        |                        |                        |
| GP Rostelecom Cup                                                                                               |                        |                        |                        |                        |                        |                        |                        |                        |                        |                        | 4°                     |                        |                        |                        |                        |
| GP Skate America                                                                                                |                        |                        |                        |                        |                        |                        | 10°                    |                        |                        |                        |                        | 5°                     |                        |                        |                        |
| GP Skate Canada                                                                                                 |                        |                        |                        |                        |                        |                        |                        | 12°                    | 10°                    | C                      | 12°                    |                        | R                      | R                      |                        |
| CS Alpen Trophy                                                                                                 |                        |                        |                        |                        |                        |                        |                        | 2º                     |                        |                        |                        |                        |                        |                        |                        |
| CS Autumn Classic Int.                                                                                          |                        |                        |                        |                        |                        |                        |                        | 3º                     |                        |                        |                        |                        |                        |                        |                        |
| CS Cranberry Cup                                                                                                |                        |                        |                        |                        |                        |                        |                        |                        |                        |                        |                        |                        |                        | 6°                     | 1º                     |
| CS Finlandia Trophy                                                                                             |                        |                        |                        |                        |                        |                        | 10°                    |                        | 3º                     |                        |                        |                        |                        |                        |                        |
| CS Golden Spin                                                                                                  |                        |                        |                        |                        |                        | 7°                     |                        |                        |                        |                        |                        |                        | R                      |                        |                        |
| CS Nebelhorn Trophy                                                                                             |                        |                        |                        |                        |                        |                        |                        |                        |                        |                        | 8°                     | 3º                     |                        | 5°                     |                        |
| CS Tallinn Trophy                                                                                               |                        |                        |                        |                        |                        |                        |                        |                        |                        |                        |                        |                        |                        | 3º                     |                        |
| CS Warsaw Cup                                                                                                   |                        |                        |                        |                        |                        |                        |                        |                        |                        |                        |                        |                        | R                      |                        |                        |
| Internazionali: Junior                                                                                          |                        |                        |                        |                        |                        |                        |                        |                        |                        |                        |                        |                        |                        |                        |                        |
| Evento | 2011–12                | 2012–13                | 2013–14                | 2014–15                | 2015–16                | 2016–17                | 2017-18                | 2018-19                | 2019-20                | 2020-21                | 2021-22                | 2022-23                | 2023-24                | 2024-25                | 2025-26                |
| Mondiali Junior                                                                                                 |                        |                        | 13°                    | 14°                    |                        | 17°                    |                        |                        |                        |                        |                        |                        |                        |                        |                        |
| Olimpiadi Giovanili                                                                                             |                        |                        |                        |                        | 4°                     |                        |                        |                        |                        |                        |                        |                        |                        |                        |                        |
| JGP Finale |                        |                        |                        | 5°                     | 6°                     |                        |                        |                        |                        |                        |                        |                        |                        |                        |                        |
| JGP Bielorussia                                                                                                 |                        |                        | 8°                     |                        |                        |                        |                        |                        |                        |                        |                        |                        |                        |                        |                        |
| JGP Estonia |                        |                        |                        |                        |                        | 2º                     |                        |                        |                        |                        |                        |                        |                        |                        |                        |
| JGP Germania |                        |                        |                        | 4°                     |                        |                        |                        |                        |                        |                        |                        |                        |                        |                        |                        |
| JGP Giappone |                        |                        |                        |                        |                        | 5°                     |                        |                        |                        |                        |                        |                        |                        |                        |                        |
| JGP Lettonia |                        |                        | 14°                    |                        |                        |                        |                        |                        |                        |                        |                        |                        |                        |                        |                        |
| JGP Polonia |                        |                        |                        |                        | 3º                     |                        |                        |                        |                        |                        |                        |                        |                        |                        |                        |
| JGP Repubblica Ceca                                                                                             |                        |                        |                        | 1º                     |                        |                        |                        |                        |                        |                        |                        |                        |                        |                        |                        |
| JGP Slovacchia                                                                                                  |                        |                        |                        |                        | 1º                     |                        |                        |                        |                        |                        |                        |                        |                        |                        |                        |
| JGP Slovenia |                        | 10°                    |                        |                        |                        |                        |                        |                        |                        |                        |                        |                        |                        |                        |                        |
| JGP USA |                        | 3º                     |                        |                        |                        |                        |                        |                        |                        |                        |                        |                        |                        |                        |                        |
| Nazionali |                        |                        |                        |                        |                        |                        |                        |                        |                        |                        |                        |                        |                        |                        |                        |
| Campionati canadesi                                                                                             |                        |                        | 8°                     | 4°                     | 9°                     | 9°                     | 7°                     | 7°                     | 1º                     | C                      | 2º                     | 8°                     | 6°                     | 1º                     |                        |
| Evento | 2011–12                | 2012–13                | 2013–14                | 2014–15                | 2015–16                | 2016–17                | 2017-18                | 2018-19                | 2019-20                | 2020-21                | 2021-22                | 2022-23                | 2023-24                | 2024-25                | 2025-26                |
| Eventi a squadre                                                                                                |                        |                        |                        |                        |                        |                        |                        |                        |                        |                        |                        |                        |                        |                        |                        |
| Giochi olimpici invernali                                                                                       |                        |                        |                        |                        |                        |                        |                        |                        |                        |                        | 4º S                   |                        |                        |                        |                        |
| World Team Trophy                                                                                               |                        |                        |                        |                        |                        |                        |                        |                        |                        | 6º S 10º P             |                        |                        |                        | 5° S 8° P              |                        |
| Categoria: J = Junior S = Risultato della squadra; P = risultato personale; R = ritirato; C = evento cancellato |                        |                        |                        |                        |                        |                        |                        |                        |                        |                        |                        |                        |                        |                        |                        |